# Marquesado de Casablanca

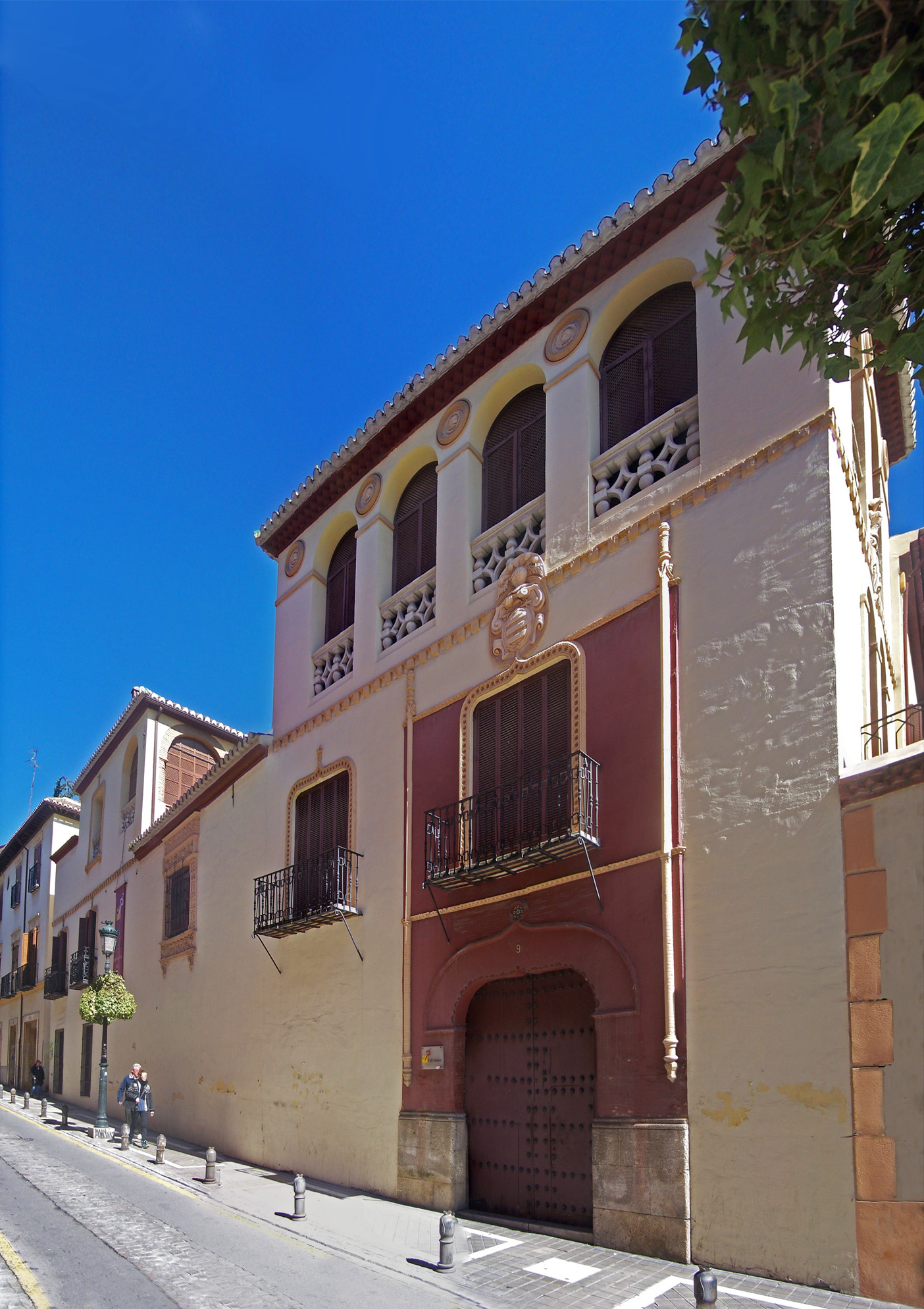
Casa palacio de los marqueses de Casablanca en Granada.

El Marquesado de Casablanca es un título nobiliario español, creado el 9 de noviembre de 1712 por el rey Felipe V a favor de Luis Maza de Mendoza y Montalvo.

Escudo de Vícar, (Almería), donde se encontraba el Cortijo de Casablanca, que dio nombre al marquesado.

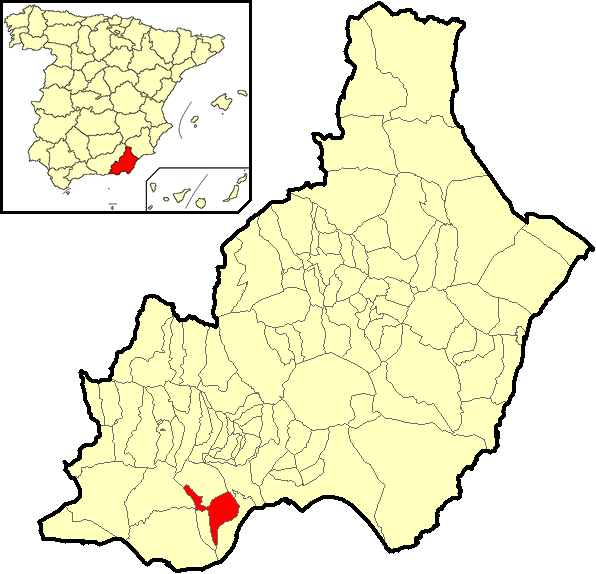
Situación del municipio de Vícar, respecto a la provincia de Almería.

Dos años antes, concretamente el 10 de abril de 1710, se había concedido el vizcondado previo de Telera. 
Su denominación hace referencia al llamado Cortijo de Casablanca, en el término de Vícar, (Almería), pueblo de la Sierra de Gádor, en la comarca del Poniente Almeriense.

## Antecedentes históricos
El 7 de febrero de 1505, se firma en Toro, (Zamora), una Real Cédula entre la Reina Juana de Castilla y el bachiller Jorge de la Torre, por la que este compra, por 180.000 mrs., los lugares de Vícar y Félix, en Almería.
Jorge de la Torre, traspasa el 23 de mayo de 1505 la propiedad de Félix y Vícar a Alonso Núñez y su esposa Leonor de Mendoza. Al morir Alonso Núñez sin sucesores, hereda su hermano Francisco Núñez que había casado con Catalina de Valdívia.
En 1562, fallece Francisco Núñez y le sucede su hijo Alonso Núñez de Valdívia, que funda Mayorazgo sobre estas tierras.
En 1570, salen de Castilla los moriscos y en 1571, pasan las tierras abandonadas a poder de Felipe II, quedando los lugares de Enix y Vícar despoblados y algo poblado el lugar de Félix.
El Cortijo de Casablanca formaba parte del Mayorazgo que, en el siglo XVI, fundaron Alonso Núñez de Valdivia y su mujer Leonor de Mendoza, con las tierras que poseían en Vícar y las que recibieron de los reyes de Castilla, y que en su día habían abandonado sus antiguos propietarios, los moriscos que regresaron a África, y que fueron repoblando con nuevos aparceros.
Leonor de Mendoza muere el 8 de marzo de 1642 y le sucede en el mayorazgo su hijo Luis Maza de Mendoza y Núñez de Valdívia, que murió joven en 1645, por lo que le sucedió su hermano Juan Maza de Mendoza, que había casado con Inés María de Montalvo y Arévalo de Zuazo, padres del primer marqués de Casablanca, Luis Maza de Mendoza y Montalvo, que había nacido en Granada el año 1613.
Los marqueses de Casablanca estuvieron siempre muy vinculados con la ciudad de Granada, donde residían habitualmente, aunque poseían un palacio en Vícar (Almería) y otro en Medinaceli (Soria).
El Cortijo de Casablanca, que había dado nombre al marquesado, fue adquirido por Blas Fernández, regidor del Concejo de Almería y administrador de las tierras que el marqués de Casablanca tenía en Vícar y en el Campo de Dalías.

## Marqueses de Casablanca
|                       | Titular                                       | Periodo               |
| Creación por Felipe V | Creación por Felipe V                         | Creación por Felipe V |
| --------------------- | --------------------------------------------- | --------------------- |
| I                     | Luis Maza de Mendoza y Montalvo               | 1712-                 |
| II                    | Alfonso Maza de Mendoza y Ullóa               |                       |
| III                   | Luis Maza de Mendoza y Ullóa                  |                       |
| IV                    | Antonio Luis Maza de Mendoza y Mazaurrieta    |                       |
| V                     | José Maza de Mendoza y Echeverri              |                       |
| VI                    | Fernando Maza de Mendoza y Echeverri          |                       |
| VII                   | Antonio Maza y Díez de Rivera                 |                       |
| VIII                  | José Maza y Díez de Rivera                    |                       |
| IX                    | María Encarnación Maza de Mendoza y Echeverri |                       |
| X                     | Baltasar Díez de Rivera y Maza                | ? -1894               |
| XI                    | Antonio Díez de Rivera y Muro                 | 1894-1931             |
| XII                   | María Josefa Díez de Rivera y Muro            | 1931-1946             |
| XIII                  | María Gracia Díez de Rivera y Díez de Rivera  | 1956-1985             |
| XIV                   | Carlos Zárate y Díez de Rivera                | 1985-2016             |
| XV                    | Ana María Zárate y Marsans                    | 2017-actualidad       |

## Historia de los marqueses de Casablanca
- Luis Maza de Mendoza y Montalvo (n.en 1653),I marqués de Casablanca, que tomó este nombre por una quinta, llamada Casablanca que se encontraba en Vicar, Almería. El rey " En atención a sus muchos servicios y con especial por el que ha hecho últimamente, en la entrega de un crecido número de caballos para la monta de la caballería de mis exercitos, he tenido a dar el Título de Castilla a Don Luis de la Maza y Montalvo, 24 de aquella ciudad ( Granada ) Señor de Sauquillo ( por herencia de su madre) Veinticuatro de Granada, no fue señor de "Sauquillo" en (Soria) lugar erróneo, ya que fue señor de Sauquillo de Cabezas, en la provincia de Segovia , donde todavía se conserva el palacio y el escudo de los antecesores de su madre, los Montalvo, de los que era sucesora, Inés de Montalvo y Arévalo, la hija primogénita de sus padres y señora de Sauquillo. El escudo de Sauquillo corresponde a los Montalvo , no a los Maza que fueron los Marqueses de Casablanca que también tuvieron posesiones en Segovia capital y que pleitearon en la Real Chancilleria de Valladolid y se encuentra citado en el Catastro del Marqués de la Ensenada. Solariego de los lugares de Vícar, Félix, Enix y Navahales, así como de las dehesas de la Sierra de Gádor, todo ello en Almería, Coronel de Infantería, Caballero de Alcántara, Senador del Reino.

1. Casó con Elvira de Ullóa y Solís. Le sucedió su hijo:

- Alonso Maza de Mendoza y Ullóa, II marqués de Casablanca. Alcaide interino de la Alhambra de Granada.

1. Casó con María Antonia de la Mora y Salazar. Sin descendientes. Le sucedió su hermano:

- Luis Maza de Mendoza y Ullóa, III marqués de Casablanca.

1. Casó con Francisca de Paula Mazaurrieta y Urbina. Le sucedió su hijo:

- Antonio Luis Maza de Mendoza y Mazaurrieta, IV marqués de Casablanca. Este marqués fue uno de los pocos que no residió en Granada, ya que fue vecino de Málaga.

1. Casó con Encarnación Echeverri y Chacón. Le sucedió su hijo:

- José Maza de Mendoza y Echeverri, V marqués de Casablanca. Sin descendientes. Le sucedió su hermano:

- Fernando Maza de Mendoza y Echeverri, VI marqués de Casablanca.

1. Casó con María de los Dolores Díez de Rivera y Maza. Le sucedió su hijo:

- Antonio Maza y Díez de Rivera, VII marqués de Casablanca. Este marqués abandonó el apellido "Maza de Mendoza" para usar solamente "Maza". Sin descendientes. Le sucedió su hermano:

- José Maza y Díez de Rivera, VIII marqués de Casablanca. Sin descendientes. Le sucedió la hermana del V marqués, su tía carnal:

- María Encarnación Maza y Echeverri, IX marquesa de Casablanca.

1. Casó con Antonio Díez de Rivera y Zapata. Le sucedió su hijo:

- Baltasar Díez de Rivera y Maza de Linaza y Zapata († en Granada en 1894) , X marqués de Casablanca.

1. Casó con María Josefa Muro y Colmenares. Le sucedió su hijo:

- Antonio Díez de Rivera y Muro (n. en Granada en 1857), XI marqués de Casablanca. Fue nombrado Alcalde de Granada por el General Miguel Primo de Rivera y Orbaneja, II marqués de Estella, jefe de gobierno dictatorial con Alfonso XIII.

1. Casó con María Josefa Pérez de Herrasti y Pérez de Herrasti, hija de los III condes de Antillón. Sin descendientes. Le sucedió su hermana menor por renuncia de la hermana primogénita, María de la Encarnación, y fallecimiento de los demás hermanos:

- María Josefa Díez de Rivera y Muro (n. en 1865), XII marqués de Casablanca.

1. Casó con su primo hermano y tío tercero, José Díez de Rivera y Muro. Le sucedió su hija:

- María Gracia Díez de Rivera y Díez de Rivera (n. en Granada en 1901-† en Granada en 1984)), XIII marqués de Casablanca.

1. Casó con Carlos Zárate y Fernández de Liencres, hijo de los condes de Santa Ana. Le sucedió su hijo:

- Carlos Zárate y Díez de Rivera (n. en Granada en 1931-† en Granada en 2016), XIV marqués de Casablanca.

1. Casó con Ana Marsans y Cantarell. Le sucedió su hija:

- Ana María Zárate y Marsáns, XV marquesa de Casablanca.